# Ryan Corr
Ryan Corr (Melbourne, 15 gennaio 1989) è un attore australiano.
Ha interpretato il ruolo di Eric nella seconda stagione della serie televisiva Blue Water High.

## Televisione e film
Ryan ha cominciato la sua carriera da attore all'età di tredici anni con il film Opraholic. La sua prima apparizione televisiva è stata in The Sleepover Club nel ruolo di Mattew McDougal. In seguito ha interpretato il ruolo di Sheng Zamett nel film Silversun. Successivamente Ryan è apparso in molti show come Scooter: Secret Agent, Blue Heelers e Neighbours. Ryan ha inoltre dato voce ad alcuni personaggi, per esempio ha doppiato una pecora in Charlotte's Web (2006).
Sempre nel 2006 ha fatto parte del cast della seconda stagione di Blue Water High. Successivamente ha preso parte a diverse serie televisive e a partire dal 2014 è il protagonista della serie Love Child. Nel 2015 è stato co-protagonista del film Holding the Man.

## Vita privata
Ryan ha una sorella minore, Alyce Corr. Si è diplomato all'East Doncaster Secondary College. Vive a Sydney, dove ha frequentato il National Institute of Dramatic Arts. È stato fidanzato con Gabrielle Scollay, sua compagna in Blue Water High. Dal 2011 al 2013 ha frequentato Dena Kaplan, attrice australiana.

## Filmografia

### Cinema
- Nel paese delle creature selvagge (Where the Wild Things Are), regia di Spike Jonze (2009)
- Before the Rain, registi vari (2010)
- Not Suitable for Children, regia di Peter Tampleman (2012)
- 6 Plots, regia di Leigh Sheehan (2012)
- Wolf Creek 2, regia di Greg McLean (2013)
- The Water Diviner, regia di Russell Crowe (2014)
- Holding the Man, regia di Neil Armfield (2015)
- La battaglia di Hacksaw Ridge (Hacksaw Ridge), regia di Mel Gibson (2016)
- Tre uomini e una bara (A Few Less Men), regia di Mark Lamprell (2017)
- Il matrimonio di Ali (Ali's Wedding), regia di Jeffrey Walker (2017)
- 1% - I fuorilegge (Outlaws), regia di Stephen McCallum (2017)
- Maria Maddalena (Mary Magdalene), regia di Garth Davis (2018)
- Ladies in Black, regia di Bruce Beresford (2018)

### Televisione
- The Sleepover Club – serie TV, 25 episodi (2003-2004)
- Silversun – serie TV, 26 episodi (2004)
- Scooter - Agente segreto (Scooter: Secret Agent) – serie TV, 1 episodio (2005)
- Blue Heelers - Poliziotti con il cuore (Blue Heelers) – serie TV, 1 episodio (2005)
- Blue Water High – serie TV, 26 episodi (2006)
- Underbelly – serie TV, 4 episodi (2010)
- Tangle – serie TV, 4 episodi (2010)
- Packed to the Rafters – serie TV, 62 episodi (2009-2013)
- Love Child – serie TV, 8 episodi (2014)
- Wanted – serie TV, episodi 1x1-1x2 (2016)
- Bloom – serie TV, 6 episodi (2019)
- House of the Dragon – serie TV, 4 episodi (2022)

## Doppiatori italiani
Nelle versioni in italiano delle opere in cui ha recitato, Ryan Corr è stato doppiato da:
- Flavio Aquilone ne Nel paese delle creature selvagge, Ladies in Black
- Edoardo Stoppacciaro ne La battaglia di Hacksaw Ridge, Maria Maddalena
- Alessio Puccio in Holding the Man, The Sleepover Club
- David Chevalier in Wolf Creek 2
- Marco Giansante in The Water Diviner
- Davide Perino in Blue Water High
- Marco Bassetti in Wanted
- Gianluca Cortesi in House of the Dragon